# Любов (книга)
„Любов“ (на турски: Aşk) е роман на писателката Елиф Шафак, публикуван през 2009 г.

## Сюжет
Любов разказва две паралелни истории, които отразяват два различни свята. Едната история разказва за живота на Ела, която е домакиня на четирдесет години от Бостън. Тя получава книгата „Сладко богохулство“ от неизвестен автор, на която трябва да направи рецензия. Втората история в романа е именно книгата „Сладко богохулство“, която първоначално навлиза като странична история, но тя носи същината. Тази книга разказва за поета Руми и неговия духовен учител Шамс Табризи. Двете паралелно разказани истории към края се свързват. Книгата не е нито романтична история за една любов между американка и шотландец, нито притча за суфизма и исляма.

## В България
Романът е издаден на български език през 2010 година в превод от английски на Емилия М. Масларова